# Terry Chimes
Terry Chimes, znany też jako Tory Crimes (ur. 25 stycznia 1955 w Stepney, Londyn) – perkusista zespołu The Clash od czerwca 1976 do kwietnia 1977 i znów od maja do grudnia 1982.

## Życiorys
Terry Chimes był członkiem legendarnego zespołu London SS w którym spotkał Micka Jonesa, Keitha Levene'a i Paula Simonona. Wspólnie z nimi nawiązał współpracę z Joem Strummerem i w ten sposób powstał zespół The Clash. W kwietniu 1977 został usunięty z zespołu przez Jonesa i Strummera, który zarzucili mu, że za mało angażuje się politycznie. W The Clash zastąpił go Topper Headon.
Po opuszczeniu The Clash Terry bębnił w zespołach: The Heartbreakers (krótko w 1977) i Generation X od 1979 do 1980.
W 1982 roku, kiedy z The Clash odszedł Topper, Chimesa ponownie zaproszono do współpracy na czas tournée The Clash po USA i Wielkiej Brytanii. Wystąpił również w wideoklipie do utworu „Rock the Casbah”.
W 1985 roku grał w zespole Hanoi Rocks (po tragicznej śmierci perkusisty Razzle'a), w 1986 z The Cherry Bombz, a na przełomie 1987/1988 z Black Sabbath (brał udział w ich koncertach)
W 2003 został wprowadzony do Rock and Roll Hall of Fame jako członek The Clash, wyraził wówczas swoje wielkie uznanie dla Toppera Headona za wkład w dorobek zespołu, jednak kiedy Black Sabbath został tam umieszczony w 2006 roku, nazwiska Chimesa tam już nie umieszczono.